# Likavka
Likavka je obec na Slovensku v okrese Ružomberok v Žilinském kraji. Žije v ní přibližně 2 800 obyvatel.

## Historie
První písemná zmínka: 1315–1341 (Likava).
Nejdůležitějším svědkem osídlení této části Liptova v 13. století je kostel sv. Martina v Martinčeku z roku 1260 na blízkém vrchu mnichů. Osídlení této části Liptova pochází již z pravěku, na hradním vrchu bylo odkryto hradiště púchovské kultury, se kterým souvisí poklad železných předmětů a laténských mincí. Dále zde bylo povelkomoravské sídliště z 10. - 12. století. Obec se nejdříve vzpomíná jako Likava a to již před 13. stoletím. Tehdy patřila Likava zemanům. V tomto období daroval likavský majetek král Béla IV. zemanovi Mikulášovi, který se svými potomky vlastnil obec do roku 1335. K těmto zemanům patřil i Ladislav z Likava (de likumu). V roce 1335 se však museli zemané majetku vzdát na příkaz liptovského a zvolenského župana Donco, který jim dal za likavský majetek náhradu, část majetku v Liptovském Trnovci a v Ľubeli. Osada Likava ležela při důležité zemské obchodní cestě, vedoucí ze Zvolena přes Revúckou dolinu vedle Ružomberku a směřovala přes Oravu dále do Polska. Nad touto cestou dal liptovský a zvolenský župan Donč vybudovat v druhé polovině 30. let 14. století hrad, který dostal název podle původní osady – Likava. Vesnice Likava a její majetek byla později královským majetkem, a v poddanské závislosti pánů z Likavy. Její současný název Likavka je poprvé uváděn v soupisu Likavského panství z poloviny 16. století.
V roce 1600 se zde uvádělo 23 obydlených poddanských domů a 17 opuštěných dvorů. Podle urbáře měla roce 1625 Likavka 12 selských usedlostí, v nichž žilo asi 25 rodin a 38 domů. Roční daň platili na svátek sv. Jiří, Michala a na Vánoce po 2 florénech a 86 denárech. Podle zápisu kanonické vizitace z roku 1713 měly Likavka a Martinček 497 obyvatel. V roce 1787 v Likavce žilo 883 obyvatel a stálo zde 89 domů. V roce 1828 v 179 domech žilo 1228 obyvatel. Obyvatelé Likavky museli vydržovat i projíždějící vojska. V roce 1736 byli přinuceni odevzdat pro vojáky knížete Lobkowicze naturálie. Nové podmínky po roce 1848 a postupná industrializace změnily i předmět obživy a z tradičních odvětví, zemědělství, ovčáctví, dřevorubectvím a vorařství se postupně mnoho obyvatel zaměstnalo v Ružomberských průmyslových podnicích. Podle sčítání obyvatel z roku 1970 měla obec Likavka 3781 obyvatel.

## Přírodní poměry
Obec Likavka se nachází na Liptově, sousedí s městem Ružomberok, je s ním téměř spojena. Nachází se na pravém břehu řeky Váh v malé kotlinku mezi vrchy Mnich (z jihu až jihovýchodu), Přední Choč (ze severu) a Čebrať (západ , severozápad), přímo na dopravní cestě, která spojuje Oravu s Liptovem. Nadmořská výška obce je 520  m n. m. Obcí protéká potok se stejnojmenným názvem, který pramení v severovýchodním výběžku Velké Fatry a je pravostranným přítokem řeky Váh. Do katastrálního území obce zasahuje část národní přírodní rezervace Choč.

## Obecní správa
V roce 2014 byl starostou Marián Javorka. Zastupitelstvo se v témže roce skládalo z devíti členů: pět z SMER-SD, tři z KDH a jeden z SDKÚ-SaS.
Obecní úřad vydává občasník s názvem Likavan.

## Turismus

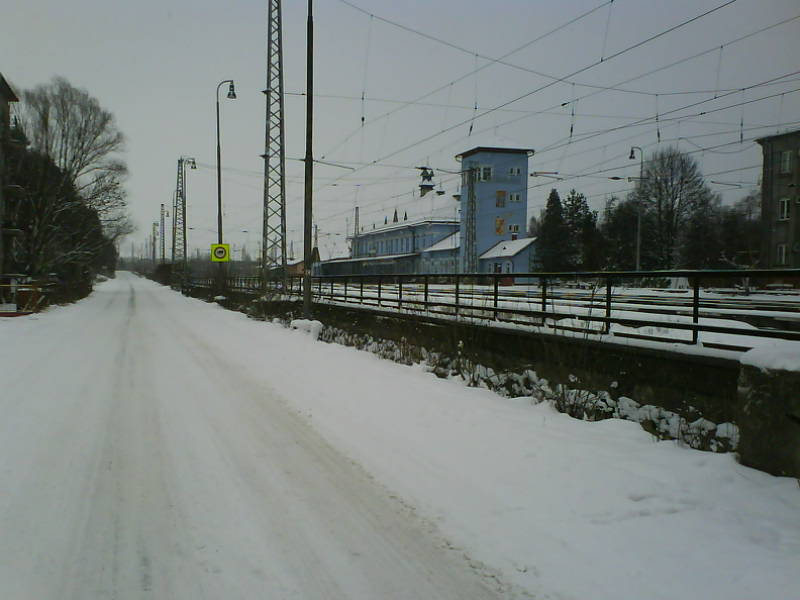
Železniční stanice Ružomberok - leží v katastru obce Likavka

- Hora Mnich (696 m n. m.) je na vápencových a dolomitových horninách. Většinu této hory tvoří dolomity, více vápenců je ve východní části, kde se v jeho nejvýchodnějším výběžku nachází Liskovská jeskyně. Z Mnichu jsou výhledy na západní část Liptovské kotliny. Přímo pod jeho jižními svahy teče řeka Váh
- Likavka (500 m n. m.) – Čebrať (945 m n. m.)
- Likavka (500 m n. m.) – hrad Likava – Přední Choč – Velký Choč (1611 m n. m.), červená značka

## Sport
Nejoblíbenějším sportem v obci je fotbal, v regionálních soutěžích působí Obecní sportovní klub Likavka. V obci se soutěžně hrává i stolní tenis (v roce 1977 se zde uskutečnily mistrovství Slovenska mužů a žen) a florbal (Meteníci Likavka). V obci také v roce 1979 vznikl Klub Nadšence amatérské cyklistice (jako součást TJ Družstevník Likavka), který se v roce 1988 přestěhoval do Ružomberka, v Likavka však má více aktivních členů.

## Pamětihodnosti
- Zřícenina hradu Likava
- Novogotický římskokatolický kostel svatého Jiří z roku 1880
- Kaple na malé Kalvárii ze začátku 19. století
- Jabloň zasazena farářem Štefanem Janovcíkem u příležitosti postavení a vysvěcení katolického kostela
- Likavský mlýn

## Rodáci
- František Bíroš (1913–1944), československý voják, velitel výsadku Manganese
- Kornel Brtko (1915–2003), kněz, působiště: Tvrdošín, Oravské Veselé, Lúčky, pohřben v Likavce
- Benedikt Hancko (1915–1975), kněz, působiště: Argentina, zemřel a je pohřben v Argentině
- Eduard Hancko (1920–1995), kněz, působiště: Zimbabwe, zemřel v Prešově při bohoslužbě, pohřben v Ružomberku
- Kamil Hlíva (1919–1968), kněz, působiště: Námestovo, pohřben v Likavce
- Jozef Kačka (1865–1938), kněz, působiště: farář v Sliači u Zvolena.
- Benjamín Martinský (1921–1964), kněz, vlastním příjmením Marton, pohřben v Likavce
- Vladimír Moravčík (1908–1980), politik a novinář
- Bernard Nemček (1925–1955), disident, oběť komunistického režimu v Československu, popraven v roce 1955[6]
- Stanislav Nemček (1921–1976), slovenský amatérský entomolog (převážně lepidopterológ)
- Oto Okoličány (1918–1967), urolog

## Zajímavosti
- Likavčanům přezdívají i Meteníci (vyslovuje se tvrdě, bez měkčení). Meteník je typické liptovské jídlo, v Likavce jde o slaný koláč z kynutého těsta, zelí a slaniny.
- O záchranu hradu se snaží občanské sdružení Hortus de Likava, které je zároveň organizátorem Likavského hradních slavností.
- Během léta probíjají v amfiteátru pod hradem Likava dvě pravidelné akce: Dětský folklorní festival a Likavského hradní slavnosti.
- V Likavce působí od roku 1919 ochotnický divadelní soubor, který již nastudoval a uvedl více než 120 divadelních her.
- Obec má v katastrálním území dva zdroje pitné vody (na Strážníku a pod hradem Likava)
- V obci se nachází kostel sv. Jiří z roku 1880 a 2 kaple (na Páračce a na Bellovo ulici, přímo nad hlavním vlakovým nádražím).

## Galerie

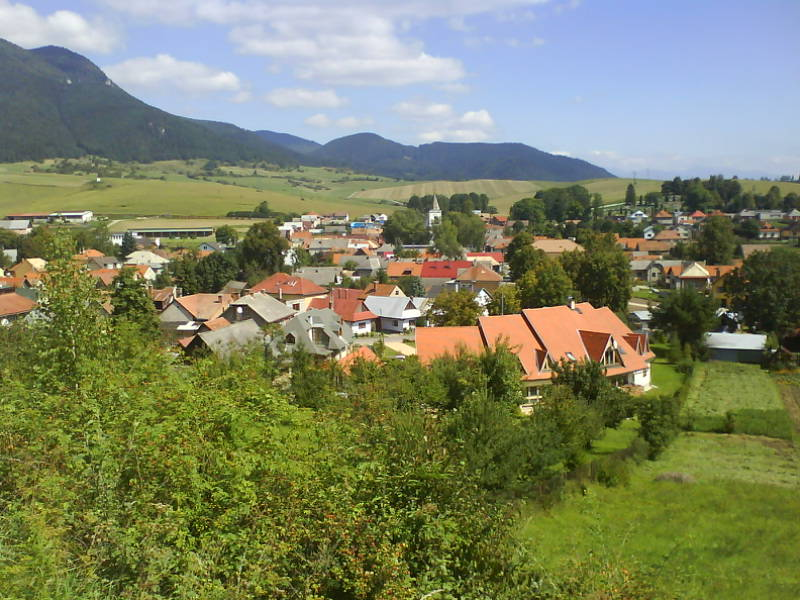
Likavka pohled ze Strážniku
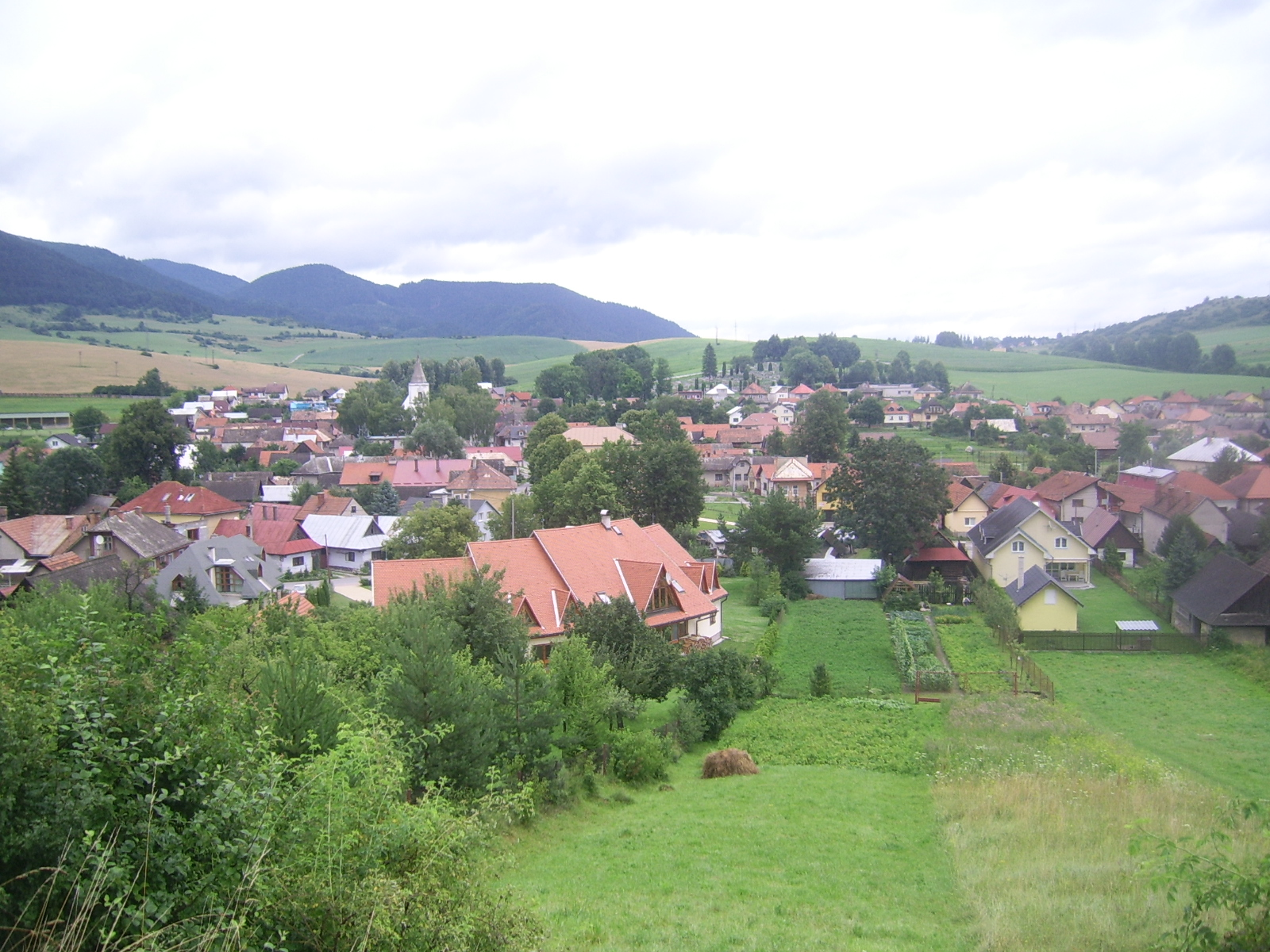
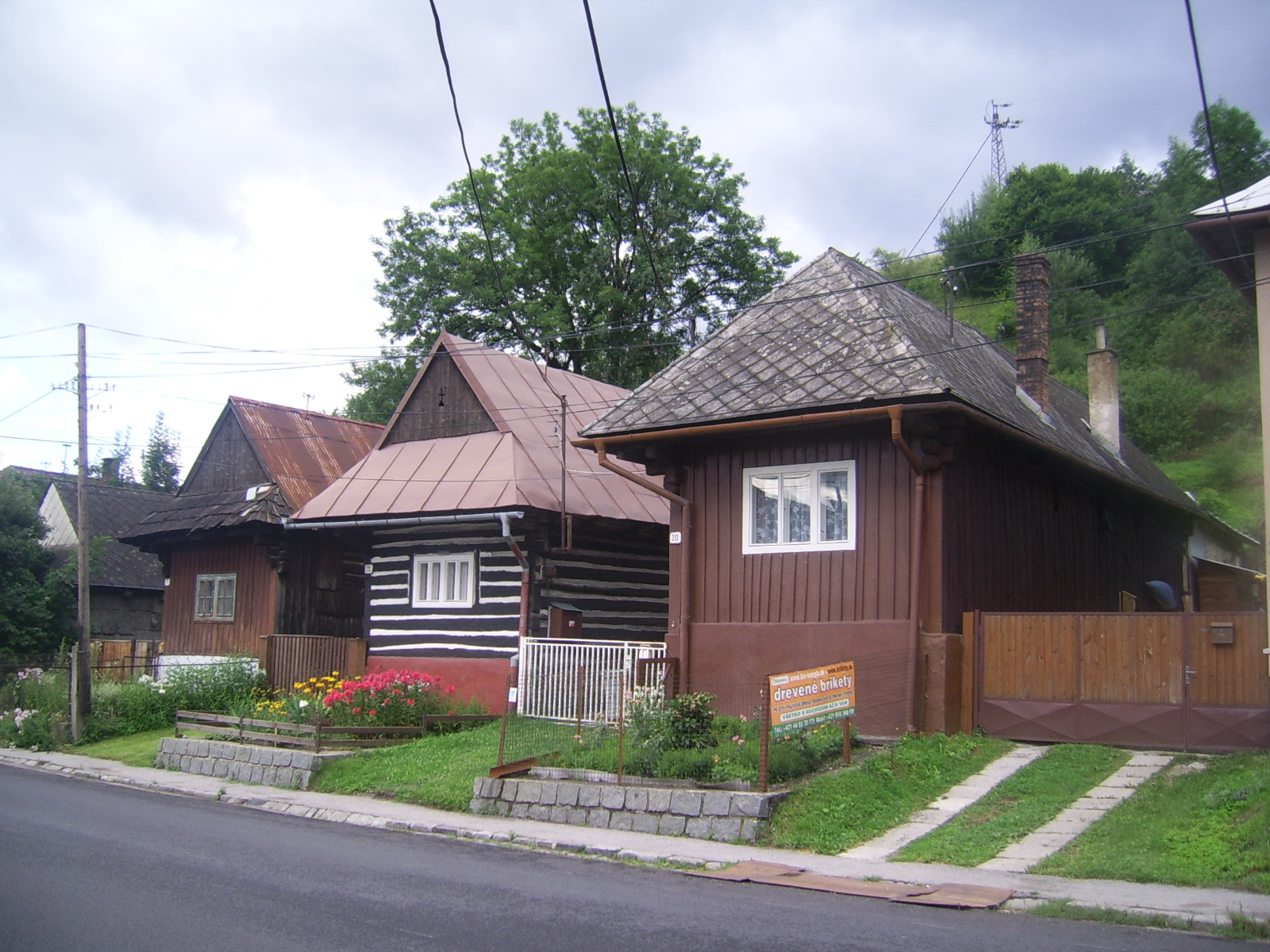